# Jeanuël Belocian
Jeanuël Belocian (Les Abymes, 17 februari 2005) is een Frans-Guadeloups voetballer die doorgaans speelt als centrale verdediger. In juli 2024 verruilde hij Stade Rennais voor Bayer Leverkusen.

## Clubcarrière
Belocian werd geboren op Guadeloupe en speelde daar in de jeugd van Association des Jeunes de Castel en Stade Lamentinois. Hij werd vervolgens in 2020 opgenomen in de jeugdopleiding van Stade Rennais. Bij deze club tekende hij in november 2021 zijn eerste professionele contract, tot medio 2024. Zijn officiële debuut maakte de verdediger op 20 maart 2022, in de Ligue 1 tegen FC Metz. Door doelpunten van Martin Terrier (tweemaal), Serhou Guirassy (driemaal) en Hamari Traoré en een tegentreffer van Louis Mafouta werd met 6–1 gewonnen. Belocian moest van coach Bruno Génésio op de reservebank beginnen en hij mocht elf minuten voor het einde van de reguliere speeltijd invallen voor Nayef Aguerd.
Het bleef bij deze wedstrijd in het seizoen 2021/22, maar in de seizoenen erna liep het aantal gespeelde wedstrijden op tot respectievelijk elf en zevenentwintig. In de zomer van 2024 verkaste Belocian voor een bedrag van circa vijftien miljoen euro naar de regerend Duits landskampioen Bayer Leverkusen. Bij die club zette hij zijn handtekening onder een verbintenis voor de duur van vijf seizoenen.

## Clubstatistieken
| Seizoen | Club             | Competitie | Competitie | Competitie | Beker | Beker | Internationaal | Internationaal | Totaal | Totaal |
| Seizoen | Club             | Competitie | Wed.       | Dlp.       | Wed.  | Dlp.  | Wed.           | Dlp.           | Wed.   | Dlp.   |
| ------- | ---------------- | ---------- | ---------- | ---------- | ----- | ----- | -------------- | -------------- | ------ | ------ |
| 2021/22 | Stade Rennais    | Ligue 1    | 1          | 0          | 0     | 0     | 0              | 0              | 1      | 0      |
| 2022/23 | Stade Rennais    | Ligue 1    | 8          | 0          | 0     | 0     | 3              | 0              | 11     | 0      |
| 2023/24 | Stade Rennais    | Ligue 1    | 23         | 0          | 1     | 0     | 3              | 0              | 27     | 0      |
| 2024/25 | Bayer Leverkusen | Bundesliga | 0          | 0          | 0     | 0     | 0              | 0              | 0      | 0      |
| Totaal  | Totaal           | Totaal     | 32         | 0          | 1     | 0     | 6              | 0              | 39     | 0      |

Bijgewerkt op 15 augustus 2024.

## Erelijst
| EK –17 | 1 | 2022 |